# إيفان غودوفيتش
الكونت إيفان فاسيليفيتش جودوفيتش (الروسية: Граф Иван Васильевич Гудович؛ 1741–1820 م) كان زعيمًا عسكريًا ونبيلًا روسيًا من أصل أُكراني. وشملت مآثره الاستيلاء على خادجيبي [الإنجليزية] (1789) وغزو داغستان البحري (1807).
كان والد إيفان عضوًا مؤثرًا في عائلة الكوزاق [الإنجليزية] الأوكرانية. أرسل أبناءه لتلقي التعليم في الخارج، في جامعة كونيجسبيرج ألبرتينا وجامعة لايبزيج. عند وصوله إلى سانت بطرسبرغ في عام 1759، انضم جودوفيتش إلى الجيش الروسي، على أمل الاستفادة من المزايا التي يتمتع بها شقيقه الأكبر، أندريه، مساعد المعسكر لبطرس الثالث.
وبعد خلع الأخير في عام 1762، أُلقي القبض على الأخوين جودوفيتش وسجنوا لفترة وجيزة. خلال الحرب الروسية التركية (1768-1774) برز إيفان جودوفيتش وتميز بشكل كبير في خوتين ولارغا وكاجول. قضيت السنوات العشر التالية في عمل نصف عسكري ونصف إداري في ريازان، وتامبوف، وبودوليا.
اكتسب جودوفيتش شهرة أوروبية بفضل سلسلة الحصارات التي أدارها ببراعة خلال الحرب الروسية التركية (1787-1792). وفي عام 1789 نجح في الاستيلاء على قلعة خادجيبي، والتي أُعيد تسميتها إلى أوديسا من الإدارة الإمبراطورية. ثم شرع في الاستيلاء على كِيليا [الإنجليزية]، وهي قلعة قوية تشرف على دلتا نهر الدانوب. عندما استعد لحصار إسماعيل، أمر الأمير بوتيمكين باستبداله بسوفوروف. وبعد ذلك انتقل جودوفيتش إلى الجبهة القوقازية، حيث اقتحم [الإنجليزية] أهم معقل عثماني، أنابا، وأسر حاميتها المكونة من 13 ألف جندي. 
وفي أعقاب هذا النجاح المجيد، لم يعد هناك شك في قدرة جودوفيتش على القيادة العليا. كان يطمح إلى قيادة الغزو الروسي المخطط لبلاد فارس لاسترداد مكانته بسبب افتقاره إلى اتخاذ القرارات الحاسمة أثناء الخلاف السياسي مع خان آغا محمد خان مع جورجيا في عام 1795. لكن القيادة العليا أعطيت لرجل حاشية شاب عديم الخبرة، وهو فاليريان زوبوف [الإنجليزية]. وبسبب شعوره بالمرارة، فكر جودوفيتش في التقاعد من الخدمة الفعلية. بينما كان في إجازته، توفيت الإمبراطورة، فأمر خليفتها بول، الذي تذكر ولاء إيفان لأبيه، باستبدال زوبوف بجودوفيتش، الذي أصبح أيضًا كونتًا.

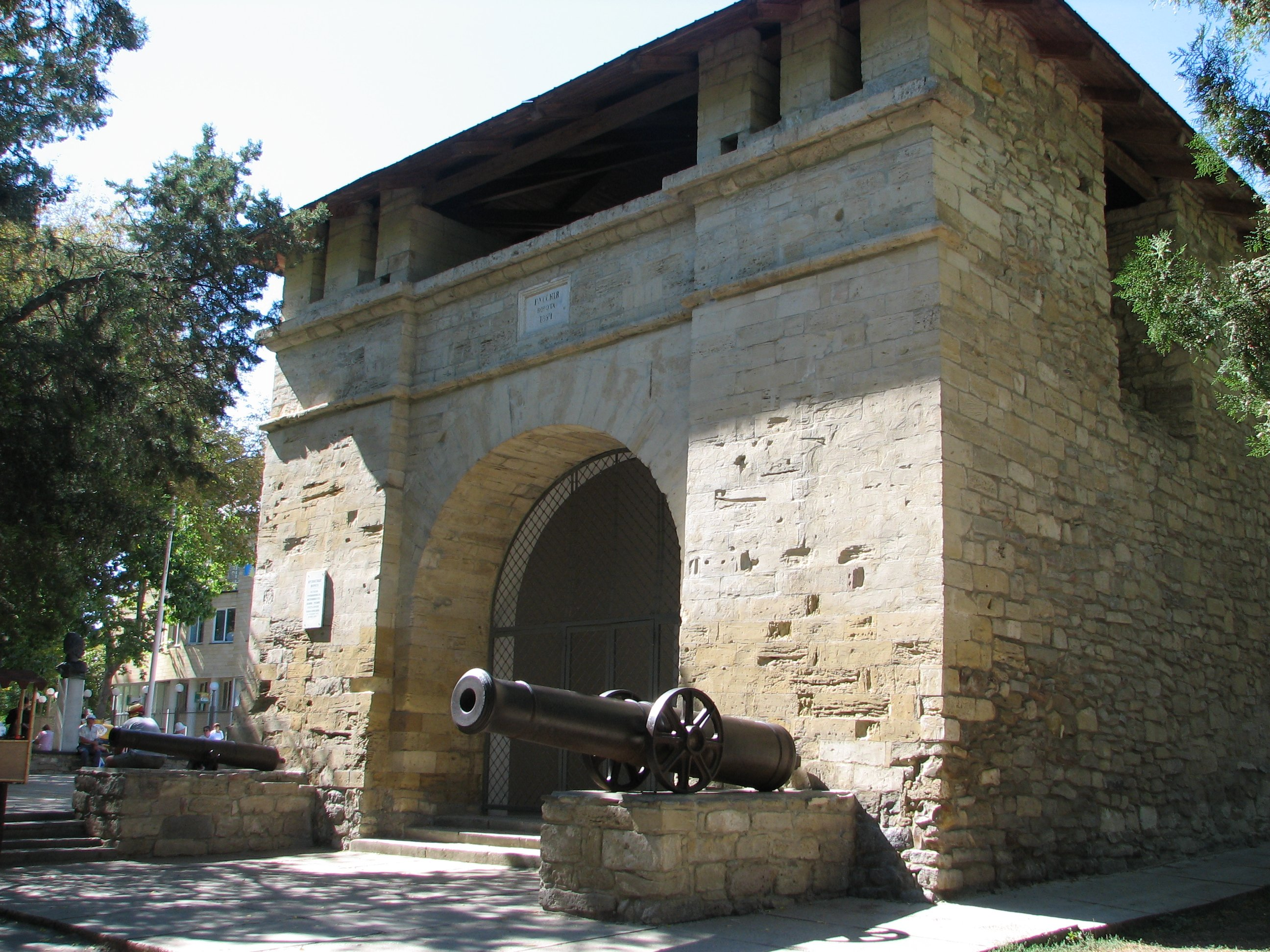
قلعة أنابا، التي استولى عليها جودوفيتش في عام 1791 م.

بحلول ذلك الوقت، كانت الحملة الفارسية قد انتهت وكان جودوفيتش مستعدًا لقيادة الجيوش الروسية لمحاربة فرنسا الثورية على نهر الراين. تم التخلي عن المشروع خلال أشهر، واضطر جودوفيتش إلى البقاء في التقاعد حتى اندلاع الحرب الجديدة مع بلاد فارس لاستعادة القوقاز.
عُين قائدًا عامًّا في القوقاز في عام 1806، وقاد جودوفيتش الجيوش الروسية إلى بحر قزوين أثناء الحرب الروسية الفارسية (1804-1813)، واستولى على خانات ديربنت، وشكي، وباكو في طريقه. بعد هزيمة جيش يوسف باشا الذي يبلغ قوامه 24 ألف جندي في معركة عربجي، رُقي جودوفيتش إلى رتبة مشير. لكن المعركة كلفته إحدى عينيه وتركته عاجزًا عن القيادة الفعالة. في عام 1808، فشل [الإنجليزية] الجنرال المريض في الاستيلاء على يريفان وتراجع مع جنوده إلى جورجيا.
وبسبب إحباطه من الفشل الأخير، تخلى جودوفيتش عن جميع مناصبه وتقاعد من الجيش إلى موسكو، التي حكمها لمدة ثلاث سنوات أخرى، حتى أجبره تقدمه في السن على التقاعد في عقاراته الضخمة في بودوليا، والتي ورث معظمها من حميه، الكونت كيريل رازوموفسكي [الإنجليزية]. توفي جودوفيتش عن عمر يناهز 80 عامًا ودُفن، وفقًا لرغباته، في كاتدرائية آيا صوفيا في كييف.

## ملحوظات
1. ↑  يذكر بادلي، الغزو الروسي للقوقاز، الفصل الثالث، أن عدد الحامية بلغ 15000 جندي، ويقول إنها أُبيدت، وخسر الروس نصف الـ 8000 رجل الذين شاركوا في المعركة.

## قراءة إضافية
- الموسوعة السوفييتية الكبرى ، الطبعة الثالثة. القديس "إيفان فاسيليفيتش جودوفيتش".